# Martin Hansen
Martin Hansen (Glostrup, 15 juni 1990) is een Deens voetballer die als doelman speelt. Hij tekende in januari 2020 transfervrij voor Odense BK

## Clubcarrière

##### Jeugd en Liverpool
Hansen werd in 2005 opgenomen in de jeugdopleiding van Brøndby IF. Die verruilde hij een jaar later voor die van Liverpool. 

##### Bradford City
Hij debuteerde op 27 juli 2011 in het betaald voetbal toen hij een maand op huurbasis doorbracht bij Bradford City voor deze club speelde Hansen vier wedstrijden. Een debuut bij Liverpool bleef uit.

##### Viborg FF
Hansen speelde vanaf 2012 een seizoen voor Viborg FF waarin hij tot 32 wedstrijden kwam. 

##### FC Nordsjaeland
Vanaf 2013 speelde Hansen en een seizoen voor FC Nordsjælland waarin hij tot 15 wedstrijden kwam.

##### ADO Den Haag
In de zomer van 2014 tekende hij een contract voor twee seizoenen bij ADO Den Haag In zijn eerste seizoen tot 33 wedstrijden voor de club. In Haagse dienst maakte hij op 11 augustus 2015 tijdens de eerste speelronde van het seizoen 2015/16 met een hakbal in blessuretijd 2-2 tegen regerend landskampioen PSV. Dit doelpunt ging mede dankzij de sociale media de gehele wereld over. In dit seizoen speelde Hansen 33 wedstrijden en scoorde eenmaal. 

##### FC Ingolstadt 04
Hansen tekende in juni 2016 een contract tot medio 2020 bij FC Ingolstadt 04, de nummer elf van de Bundesliga in het voorgaande seizoen. In het seizoen speelde Hansen 23 wedstrijden voor de club, FC Ingolstadt 04 degradeerde aan het einde van het seizoen naar de 2. Bundesliga.

##### Verhuur aan SC Heerenveen
In het seizoen 2017/18 speelde Hansen 3 wedstrijden voor de club voordat Hansen op huurbasis naar SC Heerenveen vertrok. Hansen speelde 23 wedstrijden voor de club.

##### FC Basel en Strømsgodset IF
Hij vertrok in 2019 naar FC Basel waarin hij 9 wedstrijden voor de club speelde. In 2019 speelde hij kortstondig voor het Noorse Strømsgodset IF, dat hem transfervrij kon inlijven. Hansen speelde 13 wedstrijden voor de club. 

##### Hannover 96
In januari 2020 tekende Hansen een contract bij Hannover 96, dat hem ook transfervrij over kon nemen. In zijn eerste seizoen kwam hij tot een wedstrijd in de DFB Pokal. In het hier opvolgende seizoen twee wedstrijden voor de club in de 2. Bundesliga. In zijn laatste seizoen speelde Hansen 11 wedstrijden voordat hij transfervrij naar Odense BK vertrok.

##### Odense BK
In zijn eerste seizoen speelde Hansen 26 wedstrijden voor de club. In het hier opvolgende seizoen speelde Hansen 11 wedstrijden.

## Clubstatistieken
| Seizoen | Club             | Competitie  | Competitie | Competitie | Beker | Beker | Internationaal | Internationaal | Totaal | Totaal |
| Seizoen | Club             | Competitie  | Wed.       | Dlp.       | Wed.  | Dlp.  | Wed.           | Dlp.           | Wed.   | Dlp.   |
| ------- | ---------------- | ----------- | ---------- | ---------- | ----- | ----- | -------------- | -------------- | ------ | ------ |
| 2011/12 | Bradford City    | League Two  | 4          | 0          | 0     | 0     | —              | —              | 4      | 0      |
| 2012/13 | Viborg FF        | 1. division | 32         | 0          | 0     | 0     | —              | —              | 32     | 0      |
| 2013/14 | FC Nordsjælland  | Superligaen | 15         | 0          | 2     | 0     | 4              | 0              | 21     | 0      |
| 2014/15 | ADO Den Haag     | Eredivisie  | 32         | 0          | 0     | 0     | —              | —              | 32     | 0      |
| 2015/16 | ADO Den Haag     | Eredivisie  | 33         | 1          | 0     | 0     | —              | —              | 33     | 1      |
| 2016/17 | FC Ingolstadt 04 | Bundesliga  | 23         | 0          | 1     | 0     | 0              | 0              | 24     | 0      |
| 2017/18 | FC Ingolstadt 04 | Bundesliga  | 3          | 0          | 0     | 0     | —              | —              | 3      | 0      |
| 2017/18 | →SC Heerenveen   | Eredivisie  | 12         | 0          | 0     | 0     | 0              | 0              | 12     | 0      |
| Totaal  | Totaal           | Totaal      | 154        | 1          | 3     | 0     | 4              | 0              | 161    | 1      |

Bijgewerkt op 11 september 2017